# サラキ岬

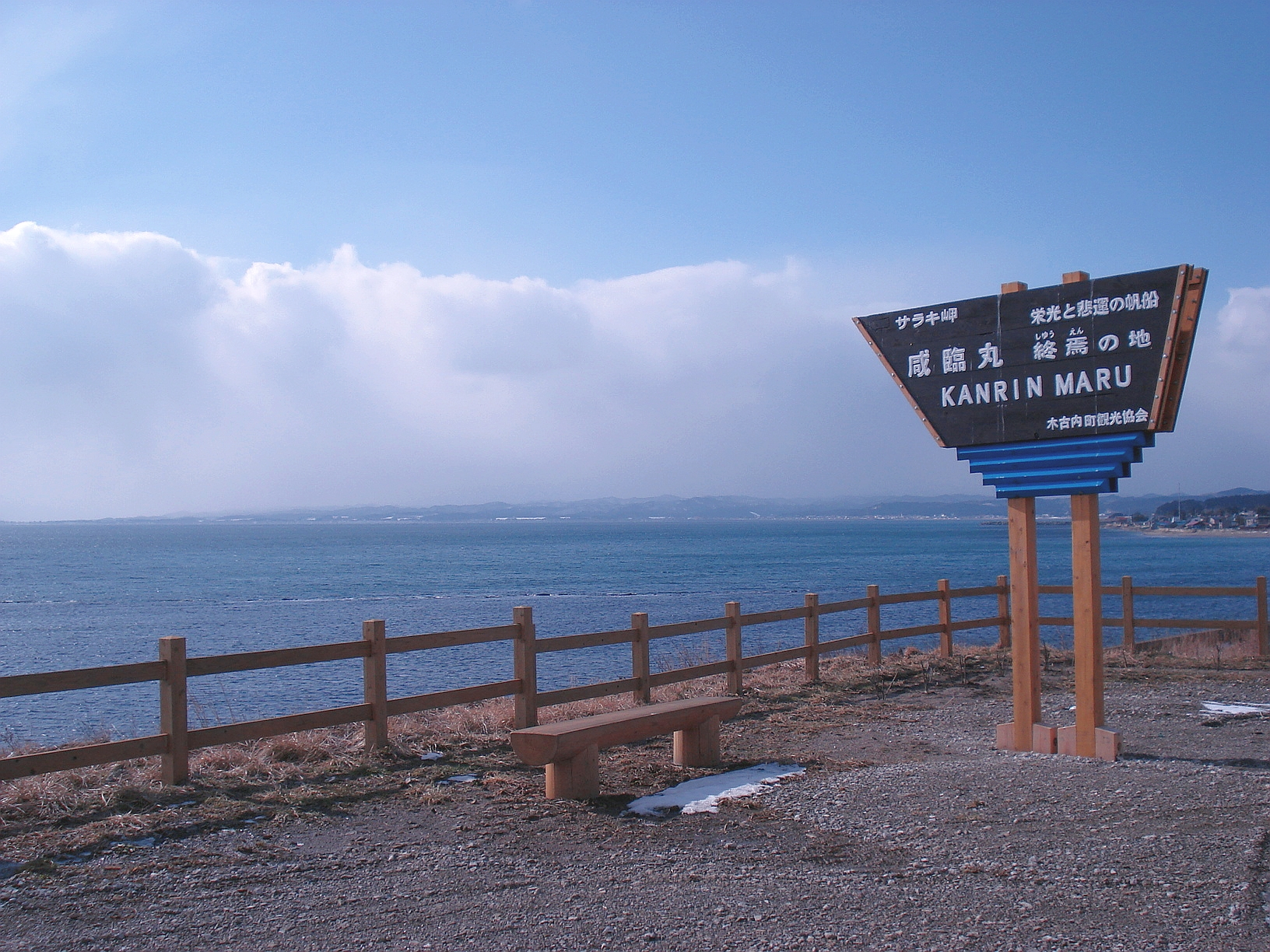
サラキ岬に設置された「咸臨丸終焉の地」を示す案内看板。矢印の示す先に咸臨丸が沈んだとされる海域がある。

サラキ岬（サラキみさき）は、北海道上磯郡木古内町字亀川にある岬。更木岬とも表記される。

## 概要
1871年に、江戸幕府が保有していた軍艦である咸臨丸が沖合で沈没したとされている。このため、咸臨丸終焉記念碑や咸臨丸のモニュメントが建てられている。
かつては石と砂しかないような場所であったが、2001年に木古内町にチューリップの球根が寄贈されたことをきっかけに、2003年11月より住民が主体となって花壇の設置などの整備を進めており、初夏になると5万球のチューリップなどが咲く名所となっている。
2004年より、毎年5月にチューリップフェアが開かれている。5月にはこのほかに物産フェアなども開かれ、町の特産品などが販売される。
2010年に「咸臨丸の眠るサラキ岬の交流観光拠点づくり」で手づくり郷土賞受賞。